# بی‌ورث
بی‌ورث (به انگلیسی: Bayworth) یک روستا در بریتانیا است که در آکسفوردشر واقع شده‌است.